# Panorama
Panorama este un oraș în Grecia în prefectura Salonic.